# Скірос
Скі́рос (грец. Σκύρος) — острів у Західній частині Егейського моря. територіально належить до ному Евбея периферії Центральна Греція. Обслуговує Міжнародний аеропорт острів Скірос.
| Греція | Це незавершена стаття з географії Греції. Ви можете допомогти проєкту, виправивши або дописавши її. |